# Mansour Muftah
Mansour Muftah Faraj Bekhit Al-Abdullah (arab. ‏منصور مفتاح فرج بخيت العبد الله‎; ur. 22 listopada 1955 w Dosze) – katarski piłkarz, który grał na pozycji napastnika.

## Sukcesy

### Al-Rajjan SC
- Mistrzostwo Kataru: 1975/76, 1977/78, 1981/82, 1983/84, 1985/86, 1989/90[1]
- Puchar Szejka Jassema: 1992

### Al-Wakrah SC
- Puchar Szejka Jassema: 1998

### Katar
- Wicemistrzostwo Zatoki Perskiej: 1984, 1990

### Indywidualne
- Król strzelców Qatar Stars League: 1981/82 (19 goli), 1982/83 (10 goli), 1983/84 (7 goli), 1985/86 (22 gole)[2]